# چیویاسکو
چیویاسکو (به ایتالیایی: Civiasco) یک کومونه در ایتالیا است که در استان ورسلی واقع شده‌است.

## خصوصیات
چیویاسکو ۷٫۳ کیلومتر مربع مساحت و ۲۶۴ نفر جمعیت دارد.

## توسعه جمعیت

| ۱۸۶۱ | ۱۸۷۱ | ۱۸۸۱ | ۱۹۰۱ | ۱۹۱۱ | ۱۹۲۱ | ۱۹۳۱ | ۱۹۳۶ | ۱۹۵۱ | ۱۹۶۱ | ۱۹۷۱ | ۱۹۸۱ | ۱۹۹۱ | ۲۰۰۱ |
| ---- | ---- | ---- | ---- | ---- | ---- | ---- | ---- | ---- | ---- | ---- | ---- | ---- | ---- |
| ۴۸۸  | ۵۵۲  | ۵۳۰  | ۴۶۹  | ۵۳۲  | ۵۴۷  | ۴۳۹  | ۴۲۷  | ۳۶۰  | ۳۱۱  | ۲۷۴  | ۲۵۵  | ۲۳۶  | ۲۵۷  |

## افراد برجسته
- اِما مارتینا لوییگیا مورانو (زادهٔ ۱۸۹۹), از اَبَرصدساله‌ها